# تیم ملی فوتبال زیر ۲۳ سال سنگال
تیم ملی فوتبال زیر ۲۳ سال سنگال (انگلیسی: Senegal national under-23 football team) نماینده سنگال در مسابقات بین المللی فوتبال در بازی های المپیک و قهرمانی زیر ۲۳ سال آفریقا است. انتخاب به بازیکنان زیر ۲۳ سال محدود است، اما المپیک اجازه می دهد تا حداکثر سه بازیکن بیش از این محدوده سنی را اضافه کند. این تیم تحت کنترل فدراسیون فوتبال سنگال است. سنگال اولین حضور خود در فوتبال را در المپیک ۲۰۱۲ لندن انجام داد.